# 王欣会
王欣会（1982年4月—），内蒙古赤峰人，汉族，中国民主同盟盟员。中华人民共和国政治人物、第十三届全国人民代表大会内蒙古地区代表。
2018年2月24日，当选为第十三届全国人大代表。